# Fujikura (Україна)
ТОВ «Фуджікура аутомотів Україна-Львів» (Fujikura Automotive Ukraine) — українське відділення Fujikura, з виготовлення електричного обладнання для автомобілів. Завод розташований в селі Підрясне на Яворівщині неподалік Львова.  Офіційне відкриття заводу за участі президента України Петра Порошенка відбулось 14 квітня 2016 року. Засновниками є «Фуджікура Аутомотів ЮРОП СА» (Іспанія) та «Фуджікура Аутомотів Румунія СРЛ».
В реалізацію проєкт очікувалось залучити близько 20 млн євро інвестицій і в перспективі створити близько 3 тисяч робочих місць.
Друга черга заводу була запущена 30 вересня в м. Рава-Руська біля кордону з Польщею за участю прем'єр-міністра України Володимира Гройсмана.
В організації свого виробництва на території України зацікавлені інвестори країн Південно-Східної Азії для постачання в ЄС.

## Історія
Українське відділення компанії, ТОВ «Фуджікура аутомотів Україна — Львів» було засновано у листопаді 2013-го.
8 жовтня 2015-го на Міжнародному економічному форумі у Львові було підписано Меморандум про співробітництво компанії з Львівською облдержадміністрацією та Львівською облрадою щодо будівництва заводу в селі Підрясне біля Львова. Вже 5 листопада 2015 було ввезено першу партію обладнання для виробництва кабельних мереж.

## Продукція
Завод нині виробляє електропроводку для автомобілів Volkswagen. Запрацював у січні 2016-го.
Урочисте відкриття відбулось 14 квітня 2016 року. На відкритті був присутній зокрема президент України Петро Порошенко,
 та посол Японії в Україні Шігекі Сумі.
На заводі працює понад 550 людей, і кількість працівників планується збільшити до 3000. Загальна площа території становить 11,5 тис. м².
Найзатребуванішими працівниками заводу є люди без профільної освіти, щоб нарізати, готувати та збирати різноманітні кабелі. Станом на квітень місяць 2016 року завод потребував понад 3 тисяч таких співробітників.  Підприємство хоче працевлаштувати понад 4 тисяч осіб. Увесь робочий час люди проводять на ногах. Працюють у дві зміни.